# 顧琛
顧 琛（こ ちん／こ しん、390年 - 475年）は、南朝宋の官僚。字は弘瑋。本貫は呉郡呉県。

## 経歴
顧惔（顧和の子の顧履之の子）と孔氏のあいだの子として生まれた。揚州従事を初任とし、駙馬都尉・奉朝請となった。景平元年（423年）、大匠丞に任じられた。彭城王劉義康の下で右軍参軍となった。元嘉元年（424年）、劉義康が驃騎将軍となると、顧琛は驃騎参軍に転じ、晋陵県令をつとめた。元嘉6年（429年）、劉義康が司徒となると、顧琛はその下で司徒参軍となった。尚書庫部郎に転じ、呉郡中正を兼ねた。元嘉7年（430年）の到彦之の北伐の失敗により、宋軍は多くの兵器を遺棄し、武庫は空になっていた。ときに文帝が国外から帰化した人々の列席する宴会を開いた。文帝は「庫中にはどのくらいの武器があるのか」と訊ねた。文帝は問いを発してから失言を悔いたが、顧琛がとっさに「10万人分の武器があります」と偽って答えたため、文帝は顧琛の機知を喜んだ。
以降、顧琛は劉義康の下で司徒録事参軍となり、山陰県令に転じ、また司徒録事参軍となり、少府に転じた。元嘉15年（438年）、義興郡太守として出向した。元嘉19年（442年）、東陽郡太守に転じた。また劉義康の下で軍務をつとめるよう求められたが、固辞したために免官されて年を重ねた。
元嘉27年（450年）、北魏の太武帝の率いる大軍が瓜歩まで南進してくると、顧琛は仮の建威将軍となって魏軍と戦った。まもなく東海王劉禕の下で冠軍司馬となり、会稽郡の事務を代行した。隨王劉誕が劉禕に代わって会稽郡太守となると、顧琛は劉誕の下で安東司馬をつとめた。元嘉30年（453年）、劉劭が文帝を殺害して帝を称すると、会稽郡など5郡を分けて会州を置き、劉誕が会州刺史に任用されたため、顧琛は会稽郡太守となり、五品将軍の号を受けた。劉誕が孝武帝について起兵すると、顧琛もこれに従って冠軍将軍の号を加えられた。劉劭の乱が平定されると、顧琛は呉興郡太守に転じた。孝建元年（454年）、建康に召還されて五兵尚書となったが、就任しないうちにまた寧朔将軍・呉郡太守として出された。孝武帝に従った功績で、永新県五等侯に封じられた。大明元年（457年）、呉県令の張闓の非礼を擁護した発言で孝武帝の怒りを買い、免官されて家に帰り、老母を養った。
大明3年（459年）、竟陵王劉誕が広陵で反乱を起こすと、陸延稔を顧琛のもとに派遣して征南将軍とした。しかし顧琛は陸延稔を斬ってその首級を孝武帝のもとに届けた。西陽王劉子尚の下で撫軍司馬となり、そのまま呉興郡太守をつとめた。大明4年（460年）、呉興郡の民の多くが銭の私改鋳を行っていた罪に連座して、免官された。大明6年（462年）、大司農として再び起用された。都官尚書に転じた。新安王劉子鸞の下で北中郎司馬・東海郡太守となり、南徐州の事務を代行した。劉子鸞が撫軍将軍に転じると、顧琛はこれに従って東海郡太守のまま撫軍司馬となった。大明8年（464年）、前廃帝が即位すると、再び呉郡太守となった。泰始2年（466年）、晋安王劉子勛らの反乱に参加したが、敗れて母を連れて会稽に逃れた。明帝側の官軍がやってくると、降伏した。顧琛の子の顧宝素はこのとき自殺した。まもなく顧琛の母の孔氏が百数歳で死去した。喪が明けると、顧琛は員外常侍・中散大夫として起用された。
元徽3年（475年）、死去した。享年は86。

## 子女
- 顧宝素（尚書郎）
- 顧宝先（司空参軍、尚書水部郎）

## 伝記資料
- 『宋書』巻81 列伝第41
- 『南史』巻35 列伝第25